# Danh sách di sản văn hóa Tây Ban Nha được quan tâm ở tỉnh Soria
Danh sách di sản văn hóa Tây Ban Nha được quan tâm ở Soria (tỉnh), Tây Ban Nha.

## Các di sản theo thành phố

### A

#### Abejar
| Tên         | Dạng                                      | Địa điểm | Tọa độ                                        | Số hồ sơ tham khảo?  | Ngày nhận danh hiệu? | Hình ảnh                       |
| ----------- | ----------------------------------------- | -------- | --------------------------------------------- | -------------------- | -------------------- | ------------------------------ |
| Tháp Abejar | Di tích Kiến trúc quân sự Lâu đài - Torre | Abejar   | 41°48′31″B 2°47′20″T / 41,808749°B 2,788768°T | Declaración genérica | 22-04-1949           | Torre de Abejar · Upload image |

#### Ágreda
| Tên                | Dạng                                  | Địa điểm | Tọa độ                                       | Số hồ sơ tham khảo? | Ngày nhận danh hiệu? | Hình ảnh                         |
| ------------------ | ------------------------------------- | -------- | -------------------------------------------- | ------------------- | -------------------- | -------------------------------- |
| Arab arch (Ágreda) | Di tích Kiến trúc quân sự Tường thành | Ágreda   | 41°51′17″B 1°54′58″T / 41,85472°B 1,916111°T | RI-51-0000917       | 03-06-1931           | Puerta Árabe · Upload image      |
| Tháp Muela         | Di tích Kiến trúc quân sự Tháp        | Ágreda   | 41°51′18″B 1°55′00″T / 41,855°B 1,91667°T    | n/d                 | 22-04-1949           | Torre de la Muela · Upload image |
| Tháp Rollo         | Di tích Kiến trúc quân sự Tháp        | Ágreda   | 41°51′23″B 1°55′21″T / 41,85639°B 1,9225°T   | n/d                 | 22-04-1949           | Torre del Rollo · Upload image   |
| Ágreda             | Khu phức hợp lịch sử                  | Ágreda   | 41°51′18″B 1°55′13″T / 41,855°B 1,920278°T   | RI-53-0000469       | 05-05-1994           | Villa de Ágreda · Upload image   |

#### Aldealafuente
| Tên            | Dạng                           | Địa điểm                | Tọa độ | Số hồ sơ tham khảo? | Ngày nhận danh hiệu? | Hình ảnh     |
| -------------- | ------------------------------ | ----------------------- | ------ | ------------------- | -------------------- | ------------ |
| Tháp Ribarroya | Di tích Kiến trúc quân sự Tháp | Aldealafuente Ribarroya |        | n/d                 | 22-04-1949           | Upload image |

#### Aldealpozo
| Tên             | Dạng                           | Địa điểm   | Tọa độ                                        | Số hồ sơ tham khảo? | Ngày nhận danh hiệu? | Hình ảnh                           |
| --------------- | ------------------------------ | ---------- | --------------------------------------------- | ------------------- | -------------------- | ---------------------------------- |
| Tháp Aldealpozo | Di tích Kiến trúc quân sự Tháp | Aldealpozo | 41°46′53″B 2°12′24″T / 41,781429°B 2,206735°T | n/d                 | 22-04-1949           | Torre de Aldealpozo · Upload image |

#### Almaluez
| Tên            | Dạng                           | Địa điểm               | Tọa độ                                        | Số hồ sơ tham khảo? | Ngày nhận danh hiệu? | Hình ảnh                         |
| -------------- | ------------------------------ | ---------------------- | --------------------------------------------- | ------------------- | -------------------- | -------------------------------- |
| Rollo Justicia | Di tích Rollo (administración) | Almaluez Puebla de Eca | 41°21′45″B 2°20′16″T / 41,362401°B 2,337864°T | n/d                 | 14-03-1963           | Rollo de Justicia · Upload image |

#### Almarza (Soria)
| Tên                                        | Dạng                       | Địa điểm               | Tọa độ                                        | Số hồ sơ tham khảo? | Ngày nhận danh hiệu? | Hình ảnh     |
| ------------------------------------------ | -------------------------- | ---------------------- | --------------------------------------------- | ------------------- | -------------------- | ------------ |
| Nhà Fuerte, Convento, Nhà thờ San Gregorio | Di tích Kiến trúc tôn giáo | Almarza                | 41°56′52″B 2°28′08″T / 41,947905°B 2,468804°T | RI-51-0004404       | 25-01-1980           | Upload image |
| Dolmen San Gregorio                        | Khu khảo cổ Dolmen         | Almarza                | 41°54′17″B 2°27′22″T / 41,904705°B 2,456131°T | RI-55-0000443       | 28-09-1995           | Upload image |
| Nhà-Cung điện Marqués Vadillo              | Di tích Kiến trúc dân sự   | Tera (Soria) (Almarza) | 41°54′41″B 2°28′43″T / 41,911496°B 2,478557°T |                     | 27/09/2012           | Upload image |

#### Almazán
| Tên                | Dạng                       | Địa điểm | Tọa độ                                        | Số hồ sơ tham khảo? | Ngày nhận danh hiệu? | Hình ảnh                               |
| ------------------ | -------------------------- | -------- | --------------------------------------------- | ------------------- | -------------------- | -------------------------------------- |
| Convento Merced    | Di tích Kiến trúc tôn giáo | Almazán  | 41°29′20″B 2°31′52″T / 41,488874°B 2,531063°T | RI-51-0001210       | 26-12-1947           | Convento de la Merced · Upload image   |
| Nhà thờ San Miguel | Di tích Kiến trúc tôn giáo | Almazán  | 41°29′14″B 2°32′00″T / 41,48722°B 2,53333°T   | RI-51-0000921       | 03-06-1931           | Iglesia de San Miguel · Upload image   |
| Cung điện Altamira | Di tích Kiến trúc dân sự   | Almazán  | 41°29′13″B 2°32′04″T / 41,48694°B 2,534444°T  | RI-51-0006918       | 13-06-1991           | Palacio de los Altamira · Upload image |

#### Almazul
| Tên          | Dạng                           | Địa điểm | Tọa độ | Số hồ sơ tham khảo? | Ngày nhận danh hiệu? | Hình ảnh     |
| ------------ | ------------------------------ | -------- | ------ | ------------------- | -------------------- | ------------ |
| Tháp Algarbe | Di tích Kiến trúc quân sự Tháp | Almazul  |        | n/d                 | 22-04-1949           | Upload image |

#### Almenar de Soria
| Tên              | Dạng                                                 | Địa điểm                            | Tọa độ                                        | Số hồ sơ tham khảo? | Ngày nhận danh hiệu? | Hình ảnh                            |
| ---------------- | ---------------------------------------------------- | ----------------------------------- | --------------------------------------------- | ------------------- | -------------------- | ----------------------------------- |
| Lâu đài Almenar  | Di tích Kiến trúc quân sự Lâu đài                    | Almenar de Soria                    | 41°40′53″B 2°12′08″T / 41,681443°B 2,20215°T  | n/d                 | 22-04-1949           | Castillo de Almenar · Upload image  |
| Jaray            | Di tích Kiến trúc quân sự Lâu đài Kiến trúc tôn giáo | Almenar de Soria Jaray              | 41°41′10″B 2°07′24″T / 41,685974°B 2,123337°T | n/d                 | 22-04-1949           | Castillo de Jaray · Upload image    |
| Lâu đài Peroniel | Di tích Kiến trúc quân sự Lâu đài                    | Almenar de Soria Peroniel del Campo | 41°42′44″B 2°13′14″T / 41,712261°B 2,220569°T | n/d                 | 22-04-1949           | Castillo de Peroniel · Upload image |
| Lâu đài Almenar  | Di tích Kiến trúc quân sự Tháp                       | Almenar de Soria                    | 41°40′53″B 2°12′08″T / 41,681443°B 2,20215°T  | n/d                 | 22-04-1949           | Torre de Almenar · Upload image     |

#### Arancón
| Tên                           | Dạng                       | Địa điểm        | Tọa độ                                       | Số hồ sơ tham khảo? | Ngày nhận danh hiệu? | Hình ảnh     |
| ----------------------------- | -------------------------- | --------------- | -------------------------------------------- | ------------------- | -------------------- | ------------ |
| Nhà thờ Inmaculada Concepción | Di tích Kiến trúc tôn giáo | Arancón Omeñaca | 41°45′49″B 2°14′26″T / 41,76361°B 2,240556°T | RI-51-0004797       | 02-02-1983           | Upload image |

#### Arcos de Jalón
| Tên                    | Dạng                              | Địa điểm                            | Tọa độ                                        | Số hồ sơ tham khảo? | Ngày nhận danh hiệu? | Hình ảnh                             |
| ---------------------- | --------------------------------- | ----------------------------------- | --------------------------------------------- | ------------------- | -------------------- | ------------------------------------ |
| Lâu đài Arcos Jalón    | Di tích Kiến trúc quân sự Lâu đài | Arcos de Jalón                      | 41°12′50″B 2°16′25″T / 41,213877°B 2,273483°T | n/d                 | 22-04-1949           | Upload image                         |
| Tháp Aguilar Montuenga | Di tích Kiến trúc quân sự Tháp    | Arcos de Jalón Aguilar de Montuenga | 41°13′11″B 2°14′00″T / 41,219584°B 2,233293°T | n/d                 | 22-04-1949           | Upload image                         |
| Lâu đài Jubera         | Di tích Kiến trúc quân sự Lâu đài | Arcos de Jalón Jubera (Soria)       |                                               | n/d                 | 22-04-1949           | Upload image                         |
| Tháp Layna             | Di tích Kiến trúc quân sự Tháp    | Arcos de Jalón Layna                |                                               | n/d                 | 22-04-1949           | Upload image                         |
| Montuenga Castle       | Di tích Kiến trúc quân sự Lâu đài | Arcos de Jalón Montuenga de Soria   | 41°13′32″B 2°12′39″T / 41,225437°B 2,210946°T | n/d                 | 22-04-1949           | Castillo de Montuenga · Upload image |
| Lâu đài Somaén         | Di tích Kiến trúc quân sự Lâu đài | Arcos de Jalón Somaén               | 41°11′37″B 2°18′57″T / 41,193557°B 2,315945°T | n/d                 | 22-04-1949           | Castillo de Somaén · Upload image    |

### B

#### Barca, Soria
| Tên            | Dạng           | Địa điểm | Tọa độ                                        | Số hồ sơ tham khảo? | Ngày nhận danh hiệu? | Hình ảnh                      |
| -------------- | -------------- | -------- | --------------------------------------------- | ------------------- | -------------------- | ----------------------------- |
| Rollo Justicia | Di tích Picota | Barca    | 41°27′19″B 2°37′19″T / 41,455275°B 2,621815°T | n/d                 | 14-03-1963           | Rollo Justicia · Upload image |

#### Bayubas Abajo
| Tên               | Dạng      | Địa điểm      | Tọa độ                                        | Số hồ sơ tham khảo? | Ngày nhận danh hiệu? | Hình ảnh     |
| ----------------- | --------- | ------------- | --------------------------------------------- | ------------------- | -------------------- | ------------ |
| Atalaya Taina Hoz | Monumento | Bayubas Abajo | 41°30′25″B 2°55′02″T / 41,506908°B 2,917289°T | n/d                 | 9-1-2014             | Upload image |

#### Berlanga Duero
| Tên                                  | Dạng                              | Địa điểm                          | Tọa độ                                        | Số hồ sơ tham khảo? | Ngày nhận danh hiệu? | Hình ảnh                                               |
| ------------------------------------ | --------------------------------- | --------------------------------- | --------------------------------------------- | ------------------- | -------------------- | ------------------------------------------------------ |
| Nhà Señorial Siglo XVI               | Di tích Kiến trúc dân sự          | Berlanga de Duero                 | 41°27′52″B 2°51′31″T / 41,464318°B 2,858593°T | RI-51-0004446       | 04-12-1980           | Casa Señorial del Siglo XVI · Upload image             |
| Lâu đài Berlanga Duero               | Di tích Kiến trúc quân sự Lâu đài | Berlanga de Duero                 | 41°27′53″B 2°51′25″T / 41,464661°B 2,856965°T | n/d                 | 22-04-1949           | Castillo de Berlanga de Duero · Upload image           |
| Colegiata Santa María Mercado        | Di tích Kiến trúc tôn giáo        | Berlanga de Duero                 | 41°27′53″B 2°51′40″T / 41,464733°B 2,861102°T | RI-51-0000919       | 03-06-1931           | Colegiata de Santa María del Mercado · Upload image    |
| Ermita Virgen Calzada                | Di tích Kiến trúc tôn giáo        | Berlanga de Duero Brías           | 41°23′50″B 2°57′17″T / 41,397246°B 2,954702°T | RI-51-0009124       | 20-06-1996           | Ermita de la Virgen de la Calzada · Upload image       |
| Nhà thờ San Miguel Arcángel          | Di tích Kiến trúc tôn giáo        | Berlanga de Duero Andaluz (Soria) | 41°31′12″B 2°48′30″T / 41,519998°B 2,808267°T | RI-51-0001155       | 08-07-1944           | Iglesia de San Miguel Arcángel · Upload image          |
| Nhà thờ Parroquial San Juan Bautista | Di tích Kiến trúc tôn giáo        | Berlanga de Duero Brías           | 41°23′53″B 2°57′06″T / 41,398033°B 2,951693°T | RI-51-0009299       | 15-01-1998           | Iglesia Parroquial de San Juan Bautista · Upload image |
| Nhà thờ Parroquial San Pedro         | Di tích Kiến trúc tôn giáo        | Berlanga de Duero Abanco          | 41°22′52″B 2°57′03″T / 41,381027°B 2,950711°T | RI-51-0008702       | 03-11-1994           | Iglesia Parroquial de San Pedro · Upload image         |
| Rollo Justicia                       | Di tích Picota                    | Berlanga Duero                    | 41°28′06″B 2°51′44″T / 41,468437°B 2,862166°T | n/d                 | 14-03-1963           | Rollo Justicia · Upload image                          |
| Berlanga Duero                       | Khu phức hợp lịch sử              | Berlanga de Duero                 | 41°27′55″B 2°51′41″T / 41,465195°B 2,861313°T | RI-53-0000245       | 05-06-1981           | Villa de Berlanga de Duero · Upload image              |

#### Bliecos
| Tên          | Dạng                           | Địa điểm | Tọa độ | Số hồ sơ tham khảo? | Ngày nhận danh hiệu? | Hình ảnh     |
| ------------ | ------------------------------ | -------- | ------ | ------------------- | -------------------- | ------------ |
| Tháp Bliecos | Di tích Kiến trúc quân sự Tháp | Bliecos  |        | n/d                 | 22-04-1949           | Upload image |

#### Borjabad
| Tên           | Dạng                           | Địa điểm | Tọa độ | Số hồ sơ tham khảo? | Ngày nhận danh hiệu? | Hình ảnh     |
| ------------- | ------------------------------ | -------- | ------ | ------------------- | -------------------- | ------------ |
| Tháp Borjabad | Di tích Kiến trúc quân sự Tháp | Borjabad |        | n/d                 | 22-04-1949           | Upload image |

### C

#### Cabrejas del Pinar
| Tên                    | Dạng                              | Địa điểm           | Tọa độ                                       | Số hồ sơ tham khảo? | Ngày nhận danh hiệu? | Hình ảnh                                      |
| ---------------------- | --------------------------------- | ------------------ | -------------------------------------------- | ------------------- | -------------------- | --------------------------------------------- |
| Lâu đài Cabrejas Pinar | Di tích Kiến trúc quân sự Lâu đài | Cabrejas del Pinar | 41°47′44″B 2°51′07″T / 41,79542°B 2,852005°T | n/d                 | 22-04-1949           | Castillo de Cabrejas del Pinar · Upload image |

#### Calatañazor
| Tên                 | Dạng                              | Địa điểm    | Tọa độ                                        | Số hồ sơ tham khảo? | Ngày nhận danh hiệu? | Hình ảnh                               |
| ------------------- | --------------------------------- | ----------- | --------------------------------------------- | ------------------- | -------------------- | -------------------------------------- |
| Lâu đài Calatañazor | Di tích Kiến trúc quân sự Lâu đài | Calatañazor | 41°41′51″B 2°49′09″T / 41,697538°B 2,819172°T | n/d                 | 22-04-1949           | Castillo de Calatañazor · Upload image |
| Rollo Justicia      | Di tích Rollo (administración)    | Calatañazor | 41°41′55″B 2°49′08″T / 41,698558°B 2,818863°T | n/d                 | 14-03-1963           | Rollo Justicia · Upload image          |
| Calatañazor         | Khu phức hợp lịch sử              | Calatañazor | 41°41′59″B 2°49′03″T / 41,6996°B 2,817587°T   | RI-53-0000036       | 29-11-1962           | Villa de Calatañazor · Upload image    |

#### Caltojar
| Tên                                    | Dạng                           | Địa điểm                      | Tọa độ                                        | Số hồ sơ tham khảo? | Ngày nhận danh hiệu? | Hình ảnh                                                 |
| -------------------------------------- | ------------------------------ | ----------------------------- | --------------------------------------------- | ------------------- | -------------------- | -------------------------------------------------------- |
| Atalaya Tiñón hay Almanzor             | Di tích Kiến trúc quân sự Tháp | Caltojar Bordecorex           | 41°21′39″B 2°45′36″T / 41,36085°B 2,759953°T  | n/d                 | 22-04-1949           | Atalaya de Tiñón o de Almanzor · Upload image            |
| Ermita San Baudelio                    | Di tích Kiến trúc tôn giáo     | Caltojar Casillas de Berlanga | 41°25′06″B 2°47′26″T / 41,418313°B 2,790485°T | RI-51-0000150       | 24-08-1917           | Ermita de San Baudelio · Upload image                    |
| Nhà thờ Parroquial San Miguel Arcángel | Di tích Kiến trúc tôn giáo     | Caltojar                      | 41°24′09″B 2°45′51″T / 41,402463°B 2,764048°T | RI-51-0004488       | 14-04-1981           | Iglesia Parroquial de San Miguel Arcángel · Upload image |
| Thápvicente                            | Di tích Kiến trúc quân sự Tháp | Caltojar Bordecorex           |                                               | n/d                 | 22-04-1949           | Upload image                                             |

#### Caracena
| Tên                            | Dạng                              | Địa điểm | Tọa độ                                        | Số hồ sơ tham khảo? | Ngày nhận danh hiệu? | Hình ảnh                            |
| ------------------------------ | --------------------------------- | -------- | --------------------------------------------- | ------------------- | -------------------- | ----------------------------------- |
| Lâu đài Caracena               | Di tích Kiến trúc quân sự Lâu đài | Caracena | 41°22′43″B 3°05′42″T / 41,378615°B 3,095128°T | n/d                 | 22-04-1949           | Castillo de Caracena · Upload image |
| Church of San Pedro (Caracena) | Di tích Kiến trúc tôn giáo        | Caracena | 41°22′57″B 3°05′32″T / 41,382504°B 3,092292°T | RI-51-0001093       | 23-12-1935           | Iglesia de San Pedro · Upload image |
| Rollo Justicia                 | Di tích Picota                    | Caracena | 41°23′00″B 3°05′29″T / 41,383223°B 3,091432°T | n/d                 | 14-03-1963           | Rollo Justicia · Upload image       |

#### Castillejo Robledo
| Tên                             | Dạng                              | Địa điểm              | Tọa độ                                        | Số hồ sơ tham khảo? | Ngày nhận danh hiệu? | Hình ảnh                                                |
| ------------------------------- | --------------------------------- | --------------------- | --------------------------------------------- | ------------------- | -------------------- | ------------------------------------------------------- |
| Lâu đài Castillejo Robledo      | Di tích Kiến trúc quân sự Lâu đài | Castillejo de Robledo | 41°33′27″B 3°29′47″T / 41,557448°B 3,496393°T | n/d                 | 22-04-1949           | Castillo de Castillejo de Robledo · Upload image        |
| Nhà thờ Nuestra Señora Asunción | Di tích Kiến trúc tôn giáo        | Castillejo de Robledo | 41°33′27″B 3°29′44″T / 41,557404°B 3,495561°T | RI-51-0003937       | 24-05-1974           | Iglesia de Nuestra Señora de la Asunción · Upload image |

#### Cihuela
| Tên             | Dạng                              | Địa điểm | Tọa độ                                        | Số hồ sơ tham khảo? | Ngày nhận danh hiệu? | Hình ảnh     |
| --------------- | --------------------------------- | -------- | --------------------------------------------- | ------------------- | -------------------- | ------------ |
| Lâu đài Cihuela | Di tích Kiến trúc quân sự Lâu đài | Cihuela  | 41°24′28″B 2°00′03″T / 41,407856°B 2,000924°T | n/d                 | 22-04-1949           | Upload image |

#### Ciria
| Tên           | Dạng                              | Địa điểm | Tọa độ                                       | Số hồ sơ tham khảo? | Ngày nhận danh hiệu? | Hình ảnh                         |
| ------------- | --------------------------------- | -------- | -------------------------------------------- | ------------------- | -------------------- | -------------------------------- |
| Lâu đài Ciria | Di tích Kiến trúc quân sự Lâu đài | Ciria    | 41°37′16″B 1°58′07″T / 41,62108°B 1,968518°T | n/d                 | 22-04-1949           | Castillo de Ciria · Upload image |

#### Covaleda
| Tên                             | Dạng                     | Địa điểm | Tọa độ                                        | Số hồ sơ tham khảo? | Ngày nhận danh hiệu? | Hình ảnh     |
| ------------------------------- | ------------------------ | -------- | --------------------------------------------- | ------------------- | -------------------- | ------------ |
| Puente Santo Domingo (Covaleda) | Di tích Kiến trúc dân sự | Covaleda | 41°55′51″B 2°54′49″T / 41,930746°B 2,91348°T  | RI-51-0010482       | 29-06-2000           | Upload image |
| Puente Soria (Covaleda)         | Di tích Kiến trúc dân sự | Covaleda | 41°55′28″B 2°52′13″T / 41,924344°B 2,870271°T | RI-51-0010487       | 29-06-2000           | Upload image |

#### Cubo de la Solana
| Tên               | Dạng                           | Địa điểm                   | Tọa độ                                        | Số hồ sơ tham khảo? | Ngày nhận danh hiệu? | Hình ảnh     |
| ----------------- | ------------------------------ | -------------------------- | --------------------------------------------- | ------------------- | -------------------- | ------------ |
| Atalaya Thápjalba | Di tích Kiến trúc quân sự Tháp | Cubo de la Solana Almarail | 41°34′30″B 2°25′03″T / 41,574934°B 2,417506°T | n/d                 | 22-04-1949           | Upload image |
| Tháp Cubo Solana  | Di tích Kiến trúc quân sự Tháp | Cubo de la Solana          |                                               | n/d                 | 22-04-1949           | Upload image |

### D

#### Dévanos
| Tên             | Dạng                              | Địa điểm | Tọa độ | Số hồ sơ tham khảo? | Ngày nhận danh hiệu? | Hình ảnh                           |
| --------------- | --------------------------------- | -------- | ------ | ------------------- | -------------------- | ---------------------------------- |
| Lâu đài Dévanos | Di tích Kiến trúc quân sự Lâu đài | Dévanos  |        | n/d                 | 22-04-1949           | Castillo de Dévanos · Upload image |

#### Deza, Soria
| Tên                                    | Dạng                                                                                    | Địa điểm | Tọa độ                                        | Số hồ sơ tham khảo? | Ngày nhận danh hiệu? | Hình ảnh                                                |
| -------------------------------------- | --------------------------------------------------------------------------------------- | -------- | --------------------------------------------- | ------------------- | -------------------- | ------------------------------------------------------- |
| Nhà thờ Nuestra Señora Asunción (Deza) | Di tích Kiến trúc tôn giáo Kiểu: Kiến trúc Phục Hưng Thời gian: Thế kỷ 15 đến Thế kỷ 16 | Deza     | 41°27′49″B 2°01′20″T / 41,463478°B 2,022175°T | RI-51-0007088       | 28-10-1993           | Iglesia de Nuestra Señora de la Asunción · Upload image |

### E

#### Burgo de Osma-Ciudad de Osma
| Tên                                       | Dạng                                  | Địa điểm                                      | Tọa độ                                        | Số hồ sơ tham khảo? | Ngày nhận danh hiệu? | Hình ảnh                                              |
| ----------------------------------------- | ------------------------------------- | --------------------------------------------- | --------------------------------------------- | ------------------- | -------------------- | ----------------------------------------------------- |
| Antiguo Bệnh viện San Agustín             | Di tích Kiến trúc dân sự              | El Burgo de Osma                              | 41°35′14″B 3°04′03″T / 41,587098°B 3,067636°T | RI-51-0010429       | 11-03-1999           | Antiguo Hospital de San Agustín · Upload image        |
| Atalaya Uxama                             | Monumento                             | El Burgo de Osma                              | 41°34′39″B 3°05′11″T / 41,577392°B 3,086336°T | n/d                 | 9-1-2014             | Atalaya de Uxama · Upload image                       |
| Atalaya Enebral                           | Monumento                             | El Burgo de Osma                              | 41°32′02″B 3°03′09″T / 41,533928°B 3,052444°T | n/d                 | 9-1-2014             | Atalaya del Enebral · Upload image                    |
| Atalaya Sur Burgo                         | Monumento                             | El Burgo de Osma                              | 41°34′14″B 3°03′56″T / 41,570694°B 3,065581°T | n/d                 | 9-1-2014             | Atalaya Sur del Burgo · Upload image                  |
| Atalaya Este Burgo                        | Monumento                             | El Burgo de Osma                              | 41°34′56″B 3°03′11″T / 41,582178°B 3,052933°T | n/d                 | 9-1-2014             | Upload image                                          |
| Lâu đài Osma                              | Di tích Kiến trúc quân sự Lâu đài     | El Burgo de Osma Burgo de Osma-Ciudad de Osma | 41°34′43″B 3°04′48″T / 41,578613°B 3,080089°T | n/d                 | 22-04-1949           | Castillo de Osma · Upload image                       |
| Nhà thờ Santa María Asunción              | Di tích Kiến trúc tôn giáo            | El Burgo de Osma                              | 41°35′07″B 3°04′14″T / 41,585389°B 3,070564°T | RI-51-0000918       | 03-06-1931           | Catedral de Santa María de la Asunción · Upload image |
| Burgo Osma-Ciudad Osma                    | Khu phức hợp lịch sử                  | El Burgo de Osma                              | 41°35′15″B 3°04′00″T / 41,587634°B 3,06658°T  | RI-53-0000462       | 24-06-1993           | El Burgo de Osma- Ciudad de Osma · Upload image       |
| Nhà thờ và Tường San Martín Tours Berzosa | Di tích Arquitectura románica Nhà thờ | El Burgo de Osma Berzosa (Soria)              | 41°39′36″B 3°09′39″T / 41,66°B 3,160833°T     | n/d                 | 03-10-2013           | Upload image                                          |
| Monumento funerario romano                | Khu khảo cổ Di tích La Mã             | El Burgo de Osma Vildé (Soria)                | 41°29′56″B 3°03′18″T / 41,498785°B 3,055113°T | RI-55-0000320       | 18-11-1993           | Monumento funerario romano · Upload image             |
| Rollo Dehesa                              | Di tích Picota                        | El Burgo Osma Burgo Osma-Ciudad Osma          | 41°35′10″B 3°04′23″T / 41,586184°B 3,073183°T | n/d                 | 14-03-1963           | Upload image                                          |
| Rollo Palomar                             | Di tích Picota                        | El Burgo Osma Burgo Osma-Ciudad Osma          | 41°34′51″B 3°05′05″T / 41,580907°B 3,084778°T | n/d                 | 14-03-1963           | Upload image                                          |
| Ruinas romanas Uxama                      | Khu khảo cổ Di tích La Mã             | El Burgo de Osma Burgo de Osma-Ciudad de Osma | 41°34′37″B 3°05′22″T / 41,576846°B 3,089499°T | RI-55-0000041       | 03-06-1931           | Ruinas romanas de Uxama · Upload image                |
| Tháp Alcubilla Marqués                    | Di tích Kiến trúc quân sự Tháp        | El Burgo de Osma Alcubilla del Marqués        | 41°34′05″B 3°08′05″T / 41,567979°B 3,134691°T | n/d                 | 22-04-1949           | Torre de Alcubilla del Marqués · Upload image         |

#### El Royo
| Tên                       | Dạng                               | Địa điểm                      | Tọa độ                                        | Số hồ sơ tham khảo? | Ngày nhận danh hiệu? | Hình ảnh     |
| ------------------------- | ---------------------------------- | ----------------------------- | --------------------------------------------- | ------------------- | -------------------- | ------------ |
| Lâu đài Hinojosa Sierra   | Di tích Kiến trúc quân sự Lâu đài  | El Royo Hinojosa de la Sierra | 41°52′07″B 2°36′02″T / 41,868622°B 2,600492°T | n/d                 | 22-04-1949           | Upload image |
| Royo                      | Khu khảo cổ Icnitas de dinosaurios | El Royo                       |                                               | RI-55-0000772       | 05-05-2005           | Upload image |
| Cung điện Hurtado Mendoza | Di tích Kiến trúc dân sự           | El Royo Hinojosa de la Sierra | 41°52′15″B 2°36′00″T / 41,870903°B 2,599969°T | RI-51-0004855       | 13-04-1983           | Upload image |

### F

#### Fuentearmegil
| Tên                         | Dạng                      | Địa điểm                      | Tọa độ | Số hồ sơ tham khảo? | Ngày nhận danh hiệu? | Hình ảnh     |
| --------------------------- | ------------------------- | ----------------------------- | ------ | ------------------- | -------------------- | ------------ |
| Villa romana ở Los Villares | Khu khảo cổ Di tích La Mã | Fuentearmegil Santervás Burgo |        | RI-55-0000856       | 08-02-2006           | Upload image |

### G

#### Garray
| Tên                    | Dạng                       | Địa điểm | Tọa độ                                      | Số hồ sơ tham khảo? | Ngày nhận danh hiệu? | Hình ảnh                                                                         |
| ---------------------- | -------------------------- | -------- | ------------------------------------------- | ------------------- | -------------------- | -------------------------------------------------------------------------------- |
| Ermita Mártires Garray | Di tích Kiến trúc tôn giáo | Garray   | 41°48′43″B 2°26′44″T / 41,81194°B 2,44556°T | RI-51-0001153       | 31-05-1944           | Upload image                                                                     |
| Numantia               | Khu khảo cổ Di tích La Mã  | Garray   | 41°48′34″B 2°26′41″T / 41,80944°B 2,44472°T | RI-55-0000001       | 25-08-1882           | Delimitación del Entorno de Protección de Numancia y cerco romano · Upload image |

#### Golmayo
| Tên                 | Dạng                           | Địa điểm           | Tọa độ                                        | Số hồ sơ tham khảo? | Ngày nhận danh hiệu? | Hình ảnh                           |
| ------------------- | ------------------------------ | ------------------ | --------------------------------------------- | ------------------- | -------------------- | ---------------------------------- |
| Quần thể Etnológico | Địa điểm lịch sử Etnología     | Golmayo La Cuenca  | 41°44′16″B 2°44′28″T / 41,737913°B 2,741192°T | RI-54-0000219       | 09-11-2006           | Conjunto Etnológico · Upload image |
| Peña Plantíos       | Địa điểm lịch sử Arte rupestre | Golmayo Fuentetoba | 41°46′10″B 2°32′51″T / 41,769345°B 2,547444°T | n/d                 | 25-06-1985           | Upload image                       |

#### Gormaz
| Tên                            | Dạng                              | Địa điểm | Tọa độ                                        | Số hồ sơ tham khảo? | Ngày nhận danh hiệu? | Hình ảnh                                      |
| ------------------------------ | --------------------------------- | -------- | --------------------------------------------- | ------------------- | -------------------- | --------------------------------------------- |
| Gormaz Castle                  | Di tích Kiến trúc quân sự Lâu đài | Gormaz   | 41°29′36″B 3°00′30″T / 41,493471°B 3,008428°T | RI-51-0000916       | 03-06-1931           | Castillo de Gormaz · Upload image             |
| Hermitage of San Miguel Gormaz | Di tích Kiến trúc tôn giáo        | Gormaz   | 41°29′28″B 3°00′37″T / 41,490987°B 3,0104°T   | RI-51-0009156       | 03-10-1996           | Ermita de San Miguel de Gormaz · Upload image |

### H

#### Hinojosa del Campo
| Tên                 | Dạng                           | Địa điểm           | Tọa độ                                        | Số hồ sơ tham khảo? | Ngày nhận danh hiệu? | Hình ảnh                                   |
| ------------------- | ------------------------------ | ------------------ | --------------------------------------------- | ------------------- | -------------------- | ------------------------------------------ |
| Tháp Hinojosa Campo | Di tích Kiến trúc quân sự Tháp | Hinojosa del Campo | 41°44′19″B 2°06′03″T / 41,738575°B 2,100793°T | n/d                 | 22-04-1949           | Torre de Hinojosa del Campo · Upload image |

### L

#### Langa de Duero
| Tên             | Dạng                           | Địa điểm       | Tọa độ                                        | Số hồ sơ tham khảo? | Ngày nhận danh hiệu? | Hình ảnh                          |
| --------------- | ------------------------------ | -------------- | --------------------------------------------- | ------------------- | -------------------- | --------------------------------- |
| Lâu đài " Cubo" | Di tích Kiến trúc quân sự Tháp | Langa de Duero | 41°36′38″B 3°24′10″T / 41,610535°B 3,402729°T | n/d                 | 22-04-1949           | Castillo "El Cubo" · Upload image |
| Langa Duero     | Khu phức hợp lịch sử           | Langa Duero    | 41°36′36″B 3°24′06″T / 41,610096°B 3,401573°T | RI-53-0000643       | 23-08-2007           | Upload image                      |

#### Las Aldehuelas
| Tên            | Dạng        | Địa điểm                                  | Tọa độ | Số hồ sơ tham khảo? | Ngày nhận danh hiệu? | Hình ảnh     |
| -------------- | ----------- | ----------------------------------------- | ------ | ------------------- | -------------------- | ------------ |
| Las Aldehuelas | Khu khảo cổ | Las Aldehuelas                            |        | RI-55-0000795       | 05-05-2005           | Upload image |
| Revilleja      | Khu khảo cổ | Las Aldehuelas                            |        | RI-55-0000796       | 05-05-2005           | Upload image |
| Los Campos III | Khu khảo cổ | Las Aldehuelas Los Campos, Las Aldehuelas |        | RI-55-0000798       | 05-05-2005           | Upload image |
| Salgar Sillas  | Khu khảo cổ | Las Aldehuelas                            |        | RI-55-0000797       | 05-05-2005           | Upload image |
| Valloria I     | Khu khảo cổ | Las Aldehuelas Valloria                   |        | RI-55-0000793       | 05-05-2005           | Upload image |
| Valloria II    | Khu khảo cổ | Las Aldehuelas Valloria                   |        | RI-55-0000794       | 05-05-2005           | Upload image |
| Valloria III   | Khu khảo cổ | Las Aldehuelas Valloria                   |        | RI-55-0000792       | 05-05-2005           | Upload image |
| Valloria IV    | Khu khảo cổ | Las Aldehuelas Valloria                   |        | RI-55-0000791       | 05-05-2005           | Upload image |

### M

#### Magaña
| Tên            | Dạng                              | Địa điểm | Tọa độ                                        | Số hồ sơ tham khảo? | Ngày nhận danh hiệu? | Hình ảnh                          |
| -------------- | --------------------------------- | -------- | --------------------------------------------- | ------------------- | -------------------- | --------------------------------- |
| Lâu đài Magaña | Di tích Kiến trúc quân sự Lâu đài | Magaña   | 41°53′59″B 2°09′34″T / 41,899692°B 2,159446°T | n/d                 | 22-04-1949           | Castillo de Magaña · Upload image |

#### Matalebreras
| Tên                    | Dạng                           | Địa điểm                       | Tọa độ                                        | Số hồ sơ tham khảo? | Ngày nhận danh hiệu? | Hình ảnh     |
| ---------------------- | ------------------------------ | ------------------------------ | --------------------------------------------- | ------------------- | -------------------- | ------------ |
| Tháp Matalebreras      | Di tích Kiến trúc quân sự Tháp | Matalebreras                   |                                               | n/d                 | 22-04-1949           | Upload image |
| Tháp Montenegro Ágreda | Di tích Kiến trúc quân sự Tháp | Matalebreras Montenegro Ágreda | 41°51′19″B 2°04′09″T / 41,855401°B 2,069183°T | n/d                 | 22-04-1949           | Upload image |

#### Medinaceli
| Tên                             | Dạng                              | Địa điểm                      | Tọa độ                                        | Số hồ sơ tham khảo? | Ngày nhận danh hiệu? | Hình ảnh                                       |
| ------------------------------- | --------------------------------- | ----------------------------- | --------------------------------------------- | ------------------- | -------------------- | ---------------------------------------------- |
| Roman arch (Medinaceli)         | Di tích Arco romano               | Medinaceli                    | 41°10′15″B 2°25′57″T / 41,17083°B 2,4325°T    | RI-51-0000350       | 09-08-1930           | Arco Romano · Upload image                     |
| Lâu đài Medinaceli              | Di tích Kiến trúc quân sự Lâu đài | Medinaceli                    | 41°10′11″B 2°26′13″T / 41,169612°B 2,436931°T | n/d                 | 22-04-1949           | Castillo Medinaceli · Upload image             |
| Medinaceli                      | Khu phức hợp lịch sử              | Medinaceli                    | 41°10′30″B 2°25′52″T / 41,175°B 2,431111°T    | RI-53-0000043       | 28-11-1963           | Conjunto Histórico Medinaceli · Upload image   |
| Delimitación Quần thể Histórico | Khu phức hợp lịch sử              | Medinaceli                    | 41°10′30″B 2°25′52″T / 41,175°B 2,431111°T    | RI-53-0000043-00001 | 23-10-2008           | Upload image                                   |
| Cung điện Duque Medinaceli      | Di tích Kiến trúc dân sự          | Medinaceli                    | 41°10′21″B 2°26′05″T / 41,1725°B 2,43472°T    | RI-51-0004362       | 09-08-1930           | Palacio del Duque de Medinaceli · Upload image |
| Tháp Arbujuelo                  | Di tích Kiến trúc quân sự Tháp    | Medinaceli Arbujuelo          |                                               | n/d                 | 22-04-1949           | Upload image                                   |
| Khu vực Khảo cổ Torralba        | Khu khảo cổ                       | Medinaceli Torralba del Moral |                                               | RI-55-0000446       | 07-09-1995           | Upload image                                   |

#### Miño de Medinaceli
| Tên                                        | Dạng                              | Địa điểm                                                                                   | Tọa độ | Số hồ sơ tham khảo? | Ngày nhận danh hiệu? | Hình ảnh     |
| ------------------------------------------ | --------------------------------- | ------------------------------------------------------------------------------------------ | ------ | ------------------- | -------------------- | ------------ |
| Lâu đài Miño Medinaceli                    | Di tích Kiến trúc quân sự Lâu đài | Miño Medinaceli                                                                            |        | n/d                 | 22-04-1949           | Upload image |
| Khu vực Khảo cổ Ambrona                    | Khu khảo cổ Paleontológia         | Miño Medinaceli Torralba and Ambrona (archaeological site)                                 |        | RI-55-0000446-00001 | 07-09-1995           | Upload image |
| Torralba and Ambrona (archaeological site) | Khu khảo cổ Paleontológia         | Miño Medinaceli và Medinaceli Torralba and Ambrona (archaeological site) và Torralba Moral |        | RI-55-0000446       | 07-09-1995           | Upload image |

#### Monteagudo Vicarías
| Tên                                                          | Dạng                              | Địa điểm                   | Tọa độ                                        | Số hồ sơ tham khảo? | Ngày nhận danh hiệu? | Hình ảnh                                                                  |
| ------------------------------------------------------------ | --------------------------------- | -------------------------- | --------------------------------------------- | ------------------- | -------------------- | ------------------------------------------------------------------------- |
| Lâu đài Raya                                                 | Di tích Kiến trúc quân sự Lâu đài | Monteagudo Vicarías        |                                               | n/d                 | 22-04-1949           | Upload image                                                              |
| Lâu đài Recompensa                                           | Di tích Kiến trúc quân sự Lâu đài | Monteagudo Vicarías        | 41°21′58″B 2°09′59″T / 41,365991°B 2,166346°T | n/d                 | 22-04-1949           | Upload image                                                              |
| Hermitage of Nuestra Señora Bienvenida (Monteagudo Vicarías) | Di tích Kiến trúc tôn giáo        | Monteagudo de las Vicarías | 41°22′14″B 2°10′12″T / 41,37063°B 2,169941°T  | RI-51-0004951       | 10-10-1983           | Ermita de Nuestra Señora de Bienvenida · Upload image                     |
| Walls and gate of Villa Monteagudo Vicarías                  | Di tích Kiến trúc quân sự         | Monteagudo de las Vicarías | 41°21′53″B 2°10′05″T / 41,364845°B 2,167932°T | RI-51-0000922       | 03-06-1931           | Muralla y Puerta de la Villa de Monteagudo de las Vicarías · Upload image |

#### Montejo de Tiermes
| Tên                        | Dạng                                  | Địa điểm                         | Tọa độ                                        | Số hồ sơ tham khảo? | Ngày nhận danh hiệu? | Hình ảnh                                                    |
| -------------------------- | ------------------------------------- | -------------------------------- | --------------------------------------------- | ------------------- | -------------------- | ----------------------------------------------------------- |
| Nhà trú tạm Este           | Địa điểm lịch sử Arte rupestre        | Montejo de Tiermes Ligos         |                                               | n/d                 | 25-06-1985           | Upload image                                                |
| Nhà trú tạm Oeste          | Địa điểm lịch sử Arte rupestre        | Montejo de Tiermes Ligos         |                                               | n/d                 | 25-06-1985           | Upload image                                                |
| Hermitage of Virgen Val    | Di tích Kiến trúc tôn giáo            | Montejo de Tiermes Pedro (Soria) | 41°19′04″B 3°11′39″T / 41,31778°B 3,19417°T   | RI-51-0010231       | 27-04-2000           | Ermita de la Virgen del Val · Upload image                  |
| Ermita Santa María Tiermes | Di tích Kiến trúc tôn giáo            | Montejo de Tiermes Tiermes       | 41°19′44″B 3°08′54″T / 41,32889°B 3,14833°T   | RI-51-0004650       | 28-05-1982           | Ermita Románica de Nuestra Señora de Tiermes · Upload image |
| Nhà thờ San Juan Bautista  | Di tích Kiến trúc tôn giáo            | Montejo de Tiermes Ligos         | 41°24′30″B 3°19′05″T / 41,408263°B 3,318064°T | RI-51-0008818       | 28-09-1995           | Iglesia de San Juan Bautista · Upload image                 |
| Bodeguilla                 | Địa điểm lịch sử Arte rupestre        | Montejo de Tiermes Ligos         |                                               | n/d                 | 25-06-1985           | Upload image                                                |
| Tiermes                    | Khu khảo cổ Ciudad celtibérico-romana | Montejo de Tiermes Tiermes       | 41°19′49″B 3°08′55″T / 41,33028°B 3,14861°T   | RI-55-0000591       | 01-10-1999           | Yacimiento Arqueológico de Tiermes · Upload image           |

#### Montenegro de Cameros
| Tên                 | Dạng                       | Địa điểm              | Tọa độ                                        | Số hồ sơ tham khảo? | Ngày nhận danh hiệu? | Hình ảnh                           |
| ------------------- | -------------------------- | --------------------- | --------------------------------------------- | ------------------- | -------------------- | ---------------------------------- |
| Nhà hoang San Mamés | Di tích Kiến trúc tôn giáo | Montenegro de Cameros | 42°05′21″B 2°45′22″T / 42,089254°B 2,756007°T | RI-51-0004861       | 20-04-1983           | Ermita de San Mamés · Upload image |

#### Morón de Almazán
| Tên                         | Dạng                           | Địa điểm         | Tọa độ                                        | Số hồ sơ tham khảo? | Ngày nhận danh hiệu? | Hình ảnh                                         |
| --------------------------- | ------------------------------ | ---------------- | --------------------------------------------- | ------------------- | -------------------- | ------------------------------------------------ |
| Nhà thờ parroquial Asunción | Di tích Kiến trúc tôn giáo     | Morón de Almazán | 41°24′53″B 2°24′46″T / 41,41472°B 2,41278°T   | RI-51-0004929       | 07-09-1983           | Iglesia parroquial de la Asunción · Upload image |
| Rollo Justicia              | Di tích Picota                 | Morón Almazán    | 41°24′53″B 2°24′47″T / 41,414779°B 2,413052°T | n/d                 | 14-03-1963           | Upload image                                     |
| Tháp Morón Almazán          | Di tích Kiến trúc quân sự Tháp | Morón Almazán    |                                               | n/d                 | 22-04-1949           | Upload image                                     |

### N

#### Narros
| Tên               | Dạng                     | Địa điểm | Tọa độ                                        | Số hồ sơ tham khảo? | Ngày nhận danh hiệu? | Hình ảnh     |
| ----------------- | ------------------------ | -------- | --------------------------------------------- | ------------------- | -------------------- | ------------ |
| Nhà Media Naranja | Di tích Kiến trúc dân sự | Narros   | 41°50′57″B 2°17′43″T / 41,849129°B 2,295362°T | RI-51-0009341       | 05-09-1996           | Upload image |

#### Noviercas
| Tên            | Dạng                           | Địa điểm  | Tọa độ                                        | Số hồ sơ tham khảo? | Ngày nhận danh hiệu? | Hình ảnh                          |
| -------------- | ------------------------------ | --------- | --------------------------------------------- | ------------------- | -------------------- | --------------------------------- |
| Tháp Noviercas | Di tích Kiến trúc quân sự Tháp | Noviercas | 41°42′42″B 2°02′11″T / 41,711563°B 2,036444°T | n/d                 | 22-04-1949           | Torre de Noviercas · Upload image |

### O

#### Ólvega
| Tên                  | Dạng                              | Địa điểm              | Tọa độ                                        | Số hồ sơ tham khảo? | Ngày nhận danh hiệu? | Hình ảnh     |
| -------------------- | --------------------------------- | --------------------- | --------------------------------------------- | ------------------- | -------------------- | ------------ |
| Lâu đài Muro Ágreda  | Di tích Kiến trúc quân sự Lâu đài | Ólvega Muro Ágreda    | 41°50′00″B 1°59′09″T / 41,83337°B 1,985897°T  | n/d                 | 22-04-1949           | Upload image |
| Tháp Campicerrado    | Di tích Kiến trúc quân sự Tháp    | Ólvega                |                                               | n/d                 | 22-04-1949           | Upload image |
| Khu vực Augustóbriga | Khu khảo cổ Di tích La Mã         | Ólvega Muro de Ágreda | 41°49′59″B 1°59′47″T / 41,833161°B 1,996284°T | RI-55-0000391       | 22-04-1994           | Upload image |

### P

#### Pozalmuro
| Tên                | Dạng                                   | Địa điểm                   | Tọa độ                                        | Số hồ sơ tham khảo? | Ngày nhận danh hiệu? | Hình ảnh                          |
| ------------------ | -------------------------------------- | -------------------------- | --------------------------------------------- | ------------------- | -------------------- | --------------------------------- |
| Bridge of Masegoso | Di tích Kiến trúc dân sự Cầu Roma      | Pozalmuro Masegoso (Soria) | 41°45′50″B 2°08′50″T / 41,76389°B 2,147222°T  | RI-51-0010427       | 12-07-2001           | Puente de Masegoso · Upload image |
| Tháp Masegoso      | Di tích Kiến trúc phòng thủ Watchtower | Pozalmuro Masegoso (Soria) | 41°46′03″B 2°08′16″T / 41,767502°B 2,137742°T | n/d                 | 22-04-1949           | Upload image                      |

### Q

#### Quintana Redonda
| Tên                                        | Dạng                       | Địa điểm                             | Tọa độ                                      | Số hồ sơ tham khảo? | Ngày nhận danh hiệu? | Hình ảnh                                                           |
| ------------------------------------------ | -------------------------- | ------------------------------------ | ------------------------------------------- | ------------------- | -------------------- | ------------------------------------------------------------------ |
| Nhà thờ Parroquial Nuestra Señora Asunción | Di tích Kiến trúc tôn giáo | Quintana Redonda Los Llamosos        | 41°39′28″B 2°35′02″T / 41,65778°B 2,58389°T | RI-51-0008758       | 03-11-1994           | Iglesia Parroquial de Nuestra Señora de la Asunción · Upload image |
| Ruinas Romanas ở Hang Soria                | Khu khảo cổ Di tích La Mã  | Quintana Redonda Las Cuevas de Soria |                                             | RI-55-0000040       | 03-06-1931           | Upload image                                                       |

### R

#### Recuerda
| Tên               | Dạng    | Địa điểm           | Tọa độ                                        | Số hồ sơ tham khảo? | Ngày nhận danh hiệu? | Hình ảnh                          |
| ----------------- | ------- | ------------------ | --------------------------------------------- | ------------------- | -------------------- | --------------------------------- |
| Atalaya Mosarejos | Di tích | Recuerda Mosarejos | 41°25′55″B 3°01′16″T / 41,431811°B 3,021161°T |                     | 23-01-2014           | Conjunto Histórico · Upload image |
| Atalaya Nograles  | Di tích | Recuerda Nograles  | 41°24′02″B 3°00′01″T / 41,400622°B 3,000336°T |                     | 23-01-2014           | Conjunto Histórico · Upload image |

#### Rello
| Tên            | Dạng                 | Địa điểm | Tọa độ                                        | Số hồ sơ tham khảo? | Ngày nhận danh hiệu? | Hình ảnh                          |
| -------------- | -------------------- | -------- | --------------------------------------------- | ------------------- | -------------------- | --------------------------------- |
| Rello          | Khu phức hợp lịch sử | Rello    | 41°19′55″B 2°44′57″T / 41,33194°B 2,749167°T  | RI-53-0000532       | 08-11-2001           | Conjunto Histórico · Upload image |
| Rollo Justicia | Di tích Picota       | Rello    | 41°20′02″B 2°45′02″T / 41,333778°B 2,750545°T | n/d                 | 14-03-1963           | Upload image                      |

#### Renieblas
| Tên                            | Dạng                       | Địa điểm            | Tọa độ                                        | Số hồ sơ tham khảo? | Ngày nhận danh hiệu? | Hình ảnh                                                |
| ------------------------------ | -------------------------- | ------------------- | --------------------------------------------- | ------------------- | -------------------- | ------------------------------------------------------- |
| Nhà thờ Nuestra Señora Ángeles | Di tích Kiến trúc tôn giáo | Renieblas Fuensaúco | 41°45′57″B 2°20′14″T / 41,765902°B 2,337255°T | RI-51-0008280       | 23-12-1993           | Iglesia de Nuestra Señora de los Ángeles · Upload image |

#### Retortillo de Soria
| Tên                                         | Dạng                      | Địa điểm                       | Tọa độ | Số hồ sơ tham khảo? | Ngày nhận danh hiệu? | Hình ảnh     |
| ------------------------------------------- | ------------------------- | ------------------------------ | ------ | ------------------- | -------------------- | ------------ |
| Zona Arqueológica "Villa Romana Huerta Río" | Khu khảo cổ Di tích La Mã | Retortillo de Soria Tarancueña |        | RI-55-0000421       | 20-01-1994           | Upload image |

#### Rioseco de Soria
| Tên                            | Dạng                      | Địa điểm         | Tọa độ                                        | Số hồ sơ tham khảo? | Ngày nhận danh hiệu? | Hình ảnh     |
| ------------------------------ | ------------------------- | ---------------- | --------------------------------------------- | ------------------- | -------------------- | ------------ |
| Rollo Justicia                 | Di tích Picota            | Rioseco Soria    | 41°38′33″B 2°50′26″T / 41,642412°B 2,840629°T | n/d                 | 14-03-1963           | Upload image |
| Villa Romana "los Quintanares" | Khu khảo cổ Di tích La Mã | Rioseco de Soria |                                               | RI-55-0000435       | 22-04-1994           | Upload image |

### S

#### San Esteban de Gormaz
| Tên                        | Dạng                              | Địa điểm                                   | Tọa độ                                        | Số hồ sơ tham khảo? | Ngày nhận danh hiệu? | Hình ảnh                                       |
| -------------------------- | --------------------------------- | ------------------------------------------ | --------------------------------------------- | ------------------- | -------------------- | ---------------------------------------------- |
| Lâu đài San Esteban Gormaz | Di tích Kiến trúc quân sự Lâu đài | San Esteban Gormaz                         | 41°34′32″B 3°12′14″T / 41,575673°B 3,203887°T | n/d                 | 22-04-1949           | Castillo San Esteban Gormaz · Upload image     |
| Church of Virgen Rivero    | Di tích Kiến trúc tôn giáo        | San Esteban de Gormaz                      | 41°34′30″B 3°12′30″T / 41,575097°B 3,208415°T | RI-51-0009071       | 02-05-1996           | Iglesia de la Virgen del Rivero · Upload image |
| Nhà thờ San Martín         | Di tích Kiến trúc tôn giáo        | San Esteban de Gormaz Rejas de San Esteban | 41°37′19″B 3°15′51″T / 41,621871°B 3,264242°T | RI-51-0004438       | 14-11-1980           | Iglesia de San Martín · Upload image           |
| Nhà thờ San Miguel         | Di tích Kiến trúc tôn giáo        | San Esteban de Gormaz                      | 41°34′33″B 3°12′24″T / 41,575714°B 3,206799°T | RI-51-0004221       | 29-04-1976           | Iglesia de San Miguel · Upload image           |
| Rejas San Esteban          | Khu phức hợp lịch sử              | San Esteban de Gormaz Rejas de San Esteban | 41°37′20″B 3°15′44″T / 41,622173°B 3,262124°T | RI-53-0000641       | 08-11-2007           | Villa de Rejas de San Esteban · Upload image   |
| San Esteban Gormaz         | Khu phức hợp lịch sử              | San Esteban Gormaz                         | 41°34′25″B 3°12′19″T / 41,573634°B 3,205283°T | RI-53-0000489       | 21-09-1995           | Upload image                                   |

#### San Leonardo Yagüe
| Tên                        | Dạng                              | Địa điểm              | Tọa độ                                        | Số hồ sơ tham khảo? | Ngày nhận danh hiệu? | Hình ảnh                                         |
| -------------------------- | --------------------------------- | --------------------- | --------------------------------------------- | ------------------- | -------------------- | ------------------------------------------------ |
| Lâu đài Juan Manrique Lara | Di tích Kiến trúc quân sự Lâu đài | San Leonardo de Yagüe | 41°49′42″B 3°04′12″T / 41,828263°B 3,069982°T | n/d                 | 22-04-1949           | Castillo de Juan Manrique de Lara · Upload image |

#### San Pedro Manrique
| Tên                           | Dạng                                 | Địa điểm           | Tọa độ                                        | Số hồ sơ tham khảo? | Ngày nhận danh hiệu? | Hình ảnh                                                |
| ----------------------------- | ------------------------------------ | ------------------ | --------------------------------------------- | ------------------- | -------------------- | ------------------------------------------------------- |
| Lâu đài San Pedro Manrique    | Di tích Kiến trúc quân sự Lâu đài    | San Pedro Manrique | 42°02′02″B 2°13′57″T / 42,033872°B 2,232614°T | n/d                 | 22-04-1949           | Upload image                                            |
| Fiesta paso fuego và Móndidas | Địa điểm lịch sử Interés etnográfico | San Pedro Manrique | 42°01′49″B 2°13′51″T / 42,030225°B 2,230739°T | RI-54-0000136       | 23-12-2005           | Fiesta del paso del fuego y las Móndidas · Upload image |
| Las Adoberas                  | Khu khảo cổ                          | San Pedro Manrique |                                               | RI-55-0000806       | 05-05-2005           | Upload image                                            |
| San Roque                     | Khu khảo cổ                          | San Pedro Manrique |                                               | RI-55-0000805       | 05-05-2005           | Upload image                                            |
| Valles Valdelalosa            | Khu khảo cổ                          | San Pedro Manrique |                                               | RI-55-0000808       | 05-05-2005           | Upload image                                            |

#### Santa Cruz de Yanguas
| Tên                | Dạng                               | Địa điểm              | Tọa độ                                        | Số hồ sơ tham khảo? | Ngày nhận danh hiệu? | Hình ảnh                             |
| ------------------ | ---------------------------------- | --------------------- | --------------------------------------------- | ------------------- | -------------------- | ------------------------------------ |
| Los Tormos         | Khu khảo cổ Icnitas de dinosaurios | Santa Cruz de Yanguas |                                               | RI-55-0000775       | 05-05-2005           | Los Tormos · Upload image            |
| Santa Cruz Yanguas | Khu khảo cổ Icnitas de dinosaurios | Santa Cruz de Yanguas | 42°03′44″B 2°27′06″T / 42,062167°B 2,451665°T | RI-55-0000776       | 05-05-2005           | Santa Cruz de Yanguas · Upload image |

#### Santa María de Huerta
| Tên                             | Dạng                       | Địa điểm              | Tọa độ                                      | Số hồ sơ tham khảo? | Ngày nhận danh hiệu? | Hình ảnh                                           |
| ------------------------------- | -------------------------- | --------------------- | ------------------------------------------- | ------------------- | -------------------- | -------------------------------------------------- |
| Monastery of Santa María Huerta | Di tích Kiến trúc tôn giáo | Santa María de Huerta | 41°15′42″B 2°10′37″T / 41,26167°B 2,17694°T | RI-51-0000033       | 25-08-1882           | Monasterio de Santa María de Huerta · Upload image |
| Ruinas Ciclópeas                | Khu khảo cổ                | Santa María de Huerta |                                             | RI-55-0000043       | 03-06-1931           | Upload image                                       |

#### Serón de Nagima
| Tên                   | Dạng                              | Địa điểm        | Tọa độ                                        | Số hồ sơ tham khảo? | Ngày nhận danh hiệu? | Hình ảnh                                   |
| --------------------- | --------------------------------- | --------------- | --------------------------------------------- | ------------------- | -------------------- | ------------------------------------------ |
| Pháo đài Serón Nágima | Di tích Kiến trúc quân sự Lâu đài | Serón de Nagima | 41°29′40″B 2°12′10″T / 41,494484°B 2,202867°T | n/d                 | 22-04-1949           | Castillo de Serón de Nagima · Upload image |

#### Soria
| Tên                                                     | Dạng                                | Địa điểm                               | Tọa độ                                        | Số hồ sơ tham khảo? | Ngày nhận danh hiệu? | Hình ảnh                                                                   |
| ------------------------------------------------------- | ----------------------------------- | -------------------------------------- | --------------------------------------------- | ------------------- | -------------------- | -------------------------------------------------------------------------- |
| Lưu trữ lịch sử Provincial Soria                        | Lưu trữ                             | Soria Plaza de San Clemente, 8         | 41°45′53″B 2°28′02″T / 41,764598°B 2,467161°T | RI-AR-0000047       | 10-11-1997           | Archivo Histórico Provincial de Soria · Upload image                       |
| Thư viện Pública Estado                                 | Thư viện                            | Soria Calle Nicolás Rabal, 25          | 41°45′45″B 2°28′24″T / 41,762581°B 2,473471°T | RI-BI-0000028       | 25-06-1985           | Biblioteca Pública del Estado · Upload image                               |
| Calle Caballeros (Soria)#Nhà solariega Salvadores       | Di tích Kiến trúc dân sự            | Soria                                  | 41°45′48″B 2°28′02″T / 41,763261°B 2,467107°T | RI-51-0003955       | 20-07-1974           | Upload image                                                               |
| Soria                                                   | Khu phức hợp lịch sử                | Soria                                  | 41°45′19″B 2°27′40″T / 41,755402°B 2,461049°T | RI-53-0000461       | 24-06-1993           | Casco Antiguo de la Ciudad de Soria · Upload image                         |
| Lâu đài Soria                                           | Di tích Kiến trúc quân sự Lâu đài   | Soria                                  | 41°45′42″B 2°27′30″T / 41,761554°B 2,458259°T | n/d                 | 22-04-1949           | Castillo de Soria · Upload image                                           |
| Co-Cathedral of San Pedro, Soria                        | Di tích Kiến trúc tôn giáo Claustro | Soria Plaza de San Pedro               | 41°45′59″B 2°27′33″T / 41,766307°B 2,459301°T | RI-51-0000336       | 29-07-1929           | Claustro de la Colegiata de San Pedro · Upload image                       |
| Co-Cathedral of San Pedro, Soria                        | Di tích Kiến trúc tôn giáo          | Soria Plaza de San Pedro               | 41°45′58″B 2°27′33″T / 41,76604°B 2,459038°T  | RI-51-0004390       | 16-11-1979           | Concatedral de San Pedro · Upload image                                    |
| Quần thể Histórico Artístico margen izquierda Río Duero | Khu phức hợp lịch sử                | Soria                                  | 41°45′16″B 2°27′22″T / 41,754552°B 2,455997°T | RI-53-0000623       | 21-06-2006           | Conjunto Histórico Artístico margen izquierda del Río Duero · Upload image |
| Nhà thờ San Juan Rabanera Soria                         | Di tích Kiến trúc tôn giáo          | Soria                                  | 41°45′46″B 2°27′56″T / 41,762694°B 2,465465°T | RI-51-0000337       | 29-07-1929           | Iglesia de San Juan de Rabanera · Upload image                             |
| Santo Domingo, Soria                                    | Di tích Kiến trúc tôn giáo          | Soria Plaza de los Condes de Lérida, 2 | 41°45′59″B 2°28′01″T / 41,766449°B 2,466961°T | RI-51-0000920       | 03-06-1931           | Iglesia de Santo Domingo · Upload image                                    |
| Tu viện San Juan Duero (Soria)                          | Di tích Kiến trúc tôn giáo          | Soria Camino del Monte de las Ánimas   | 41°46′06″B 2°27′16″T / 41,768324°B 2,454421°T | RI-51-0000032       | 25-08-1882           | Monasterio de San Juan de Duero · Upload image                             |
| Nhà thờ San Polo (Soria)                                | Di tích Kiến trúc tôn giáo          | Soria                                  | 41°45′44″B 2°27′10″T / 41,762281°B 2,452783°T | n/d                 | 15-06-2011           | Monasterio de San Polo · Upload image                                      |
| Monte Valonsadero                                       | Khu khảo cổ Pinturas rupestres      | Soria                                  |                                               | RI-55-0000291       | 30-06-1994           | Upload image                                                               |
| Numantine Museum of Soria                               | Di tích Kiến trúc dân sự            | Soria                                  | 41°45′53″B 2°28′16″T / 41,764601°B 2,470977°T | RI-51-0001405       | 01-03-1962           | Museo Numantino · Upload image                                             |
| Palace of Condes Gómara                                 | Di tích Kiến trúc dân sự            | Soria Calle de los Condes de Gómara, 4 | 41°45′53″B 2°27′53″T / 41,764641°B 2,464611°T | RI-51-0001220       | 25-11-1949           | Palacio de los Condes de Gómara · Upload image                             |
| Palace of Ríos và Salcedo                               | Di tích Kiến trúc dân sự            | Soria Plaza de San Clemente, 8         | 41°45′53″B 2°28′02″T / 41,764591°B 2,467143°T | RI-51-0004615       | 17-03-1982           | Palacio de los Ríos y Salcedo · Upload image                               |
| Church of San Nicolás (Soria)                           | Di tích Kiến trúc tôn giáo          | Soria                                  | 41°45′54″B 2°27′37″T / 41,764902°B 2,460294°T | RI-51-0001431       | 25-04-1962           | Ruinas de la Iglesia de San Nicolás · Upload image                         |

#### Suellacabras
| Tên                | Dạng        | Địa điểm     | Tọa độ | Số hồ sơ tham khảo? | Ngày nhận danh hiệu? | Hình ảnh     |
| ------------------ | ----------- | ------------ | ------ | ------------------- | -------------------- | ------------ |
| Despoblado Ibérico | Khu khảo cổ | Suellacabras |        | RI-55-0000042       | 03-06-1931           | Upload image |

### T

#### Tejado
| Tên                     | Dạng                           | Địa điểm                     | Tọa độ                                        | Số hồ sơ tham khảo? | Ngày nhận danh hiệu? | Hình ảnh     |
| ----------------------- | ------------------------------ | ---------------------------- | --------------------------------------------- | ------------------- | -------------------- | ------------ |
| Tháp Castil Tierra      | Di tích Kiến trúc quân sự Tháp | Tejado Castil de Tierra      | 41°34′13″B 2°16′46″T / 41,5704°B 2,279516°T   | n/d                 | 22-04-1949           | Upload image |
| Tháp Villanueva Zamajón | Di tích Kiến trúc quân sự Tháp | Tejado Villanueva de Zamajón | 41°36′12″B 2°18′15″T / 41,603273°B 2,304196°T | n/d                 | 22-04-1949           | Upload image |

#### Tajahuerce
| Tên         | Dạng | Địa điểm           | Tọa độ                                       | Số hồ sơ tham khảo? | Ngày nhận danh hiệu? | Hình ảnh                       |
| ----------- | ---- | ------------------ | -------------------------------------------- | ------------------- | -------------------- | ------------------------------ |
| Tháp "Pica" |      | Tajahuerce La Pica | 41°45′47″B 2°11′49″T / 41,763174°B 2,19685°T | n/d                 | 22-04-1949           | Torre "La Pica" · Upload image |

#### Torrubia de Soria
| Tên             | Dạng                           | Địa điểm                  | Tọa độ                                       | Số hồ sơ tham khảo? | Ngày nhận danh hiệu? | Hình ảnh     |
| --------------- | ------------------------------ | ------------------------- | -------------------------------------------- | ------------------- | -------------------- | ------------ |
| Tháp Tordesalas | Di tích Kiến trúc quân sự Tháp | Torrubia Soria Tordesalas | 41°37′22″B 2°03′37″T / 41,62278°B 2,060278°T | n/d                 | 22-04-1949           | Upload image |

#### Trévago
| Tên          | Dạng                           | Địa điểm | Tọa độ                                        | Số hồ sơ tham khảo? | Ngày nhận danh hiệu? | Hình ảnh                        |
| ------------ | ------------------------------ | -------- | --------------------------------------------- | ------------------- | -------------------- | ------------------------------- |
| Tháp Trévago | Di tích Kiến trúc quân sự Tháp | Trévago  | 41°52′25″B 2°06′12″T / 41,873733°B 2,103261°T | n/d                 | 22-04-1949           | Torre de Trévago · Upload image |

### U

#### Ucero
| Tên             | Dạng                              | Địa điểm | Tọa độ                                      | Số hồ sơ tham khảo? | Ngày nhận danh hiệu? | Hình ảnh                         |
| --------------- | --------------------------------- | -------- | ------------------------------------------- | ------------------- | -------------------- | -------------------------------- |
| Castle of Ucero | Di tích Kiến trúc quân sự Lâu đài | Ucero    | 41°43′09″B 3°02′44″T / 41,71917°B 3,04556°T | n/d                 | 22-04-1949           | Castillo de Ucero · Upload image |

### V

#### Valtajeros
| Tên                                         | Dạng                       | Địa điểm   | Tọa độ                                       | Số hồ sơ tham khảo? | Ngày nhận danh hiệu? | Hình ảnh     |
| ------------------------------------------- | -------------------------- | ---------- | -------------------------------------------- | ------------------- | -------------------- | ------------ |
| Nhà thờ Nuestra Señora Collado (Valtajeros) | Di tích Kiến trúc tôn giáo | Valtajeros | 41°56′19″B 2°13′23″T / 41,93861°B 2,223056°T | RI-51-0010499       | 26-03-2007           | Upload image |
| Callejuela                                  | Khu khảo cổ                | Valtajeros |                                              | RI-55-0000807       | 05-05-2005           | Upload image |

#### Viana de Duero
| Tên            | Dạng                           | Địa điểm             | Tọa độ                                        | Số hồ sơ tham khảo? | Ngày nhận danh hiệu? | Hình ảnh     |
| -------------- | ------------------------------ | -------------------- | --------------------------------------------- | ------------------- | -------------------- | ------------ |
| Rollo Justicia | Di tích Picota                 | Viana Duero Moñux    | 41°30′47″B 2°26′14″T / 41,513091°B 2,437255°T | n/d                 | 14-03-1963           | Upload image |
| Tháp Moñux     | Di tích Kiến trúc quân sự Tháp | Viana de Duero Moñux | 41°30′51″B 2°26′18″T / 41,514028°B 2,438281°T | n/d                 | 22-04-1949           | Upload image |

#### Villar del Campo
| Tên              | Dạng                           | Địa điểm                               | Tọa độ                                       | Số hồ sơ tham khảo? | Ngày nhận danh hiệu? | Hình ảnh     |
| ---------------- | ------------------------------ | -------------------------------------- | -------------------------------------------- | ------------------- | -------------------- | ------------ |
| Tháp Castellanos | Di tích Kiến trúc quân sự Tháp | Villar del Campo Castellanos del Campo | 41°48′31″B 2°09′03″T / 41,808488°B 2,15078°T | n/d                 | 22-04-1949           | Upload image |

#### Villar del Río
| Tên           | Dạng        | Địa điểm                        | Tọa độ | Số hồ sơ tham khảo? | Ngày nhận danh hiệu? | Hình ảnh     |
| ------------- | ----------- | ------------------------------- | ------ | ------------------- | -------------------- | ------------ |
| Fuente Dehesa | Khu khảo cổ | Villar del Río                  |        | RI-55-0000799       | 05-05-2005           | Upload image |
| Fuentescalvo  | Khu khảo cổ | Villar del Río Villaseca Bajera |        | RI-55-0000786       | 05-05-2005           | Upload image |
| Calavera      | Khu khảo cổ | Villar del Río                  |        | RI-55-0000787       | 05-05-2005           | Upload image |
| Dehesa        | Khu khảo cổ | Villar del Río                  |        | RI-55-0000788       | 05-05-2005           | Upload image |
| Ventizuela    | Khu khảo cổ | Villar del Río                  |        | RI-55-0000800       | 05-05-2005           | Upload image |
| Las Palomeras | Khu khảo cổ | Villar del Río                  |        | RI-55-0000801       | 05-05-2005           | Upload image |
| Serrates I    | Khu khảo cổ | Villar del Río                  |        | RI-55-0000784       | 05-05-2005           | Upload image |
| Villaseca 32  | Khu khảo cổ | Villar del Río Villaseca Bajera |        | RI-55-0000785       | 05-05-2005           | Upload image |

#### Villasayas
| Tên                                        | Dạng                       | Địa điểm   | Tọa độ                                        | Số hồ sơ tham khảo? | Ngày nhận danh hiệu? | Hình ảnh     |
| ------------------------------------------ | -------------------------- | ---------- | --------------------------------------------- | ------------------- | -------------------- | ------------ |
| Nhà thờ Parroquial Nuestra Señora Asunción | Di tích Kiến trúc tôn giáo | Villasayas | 41°21′10″B 2°36′37″T / 41,352786°B 2,610342°T | RI-51-0006948       | 07-04-1993           | Upload image |

#### Vinuesa
| Tên            | Dạng           | Địa điểm | Tọa độ                                        | Số hồ sơ tham khảo? | Ngày nhận danh hiệu? | Hình ảnh                      |
| -------------- | -------------- | -------- | --------------------------------------------- | ------------------- | -------------------- | ----------------------------- |
| Rollo Justicia | Di tích Picota | Vinuesa  | 41°54′39″B 2°45′50″T / 41,910879°B 2,764022°T | n/d                 | 14-03-1963           | Rollo Justicia · Upload image |

#### Vozmediano
| Tên                | Dạng                              | Địa điểm   | Tọa độ                                        | Số hồ sơ tham khảo?  | Ngày nhận danh hiệu? | Hình ảnh                              |
| ------------------ | --------------------------------- | ---------- | --------------------------------------------- | -------------------- | -------------------- | ------------------------------------- |
| Lâu đài Vozmediano | Di tích Kiến trúc quân sự Lâu đài | Vozmediano | 41°50′16″B 1°51′24″T / 41,837667°B 1,856611°T | Declaración genérica | 22-04-1949           | Castillo de Vozmediano · Upload image |

### Y

#### Yanguas
| Tên             | Dạng                              | Địa điểm | Tọa độ                                        | Số hồ sơ tham khảo?  | Ngày nhận danh hiệu? | Hình ảnh                                           |
| --------------- | --------------------------------- | -------- | --------------------------------------------- | -------------------- | -------------------- | -------------------------------------------------- |
| Lâu đài Yanguas | Di tích Kiến trúc quân sự Lâu đài | Yanguas  | 42°06′06″B 2°20′27″T / 42,101537°B 2,340731°T | Declaración genérica | 22-04-1949           | Castillo de Yanguas · Upload image                 |
| Yanguas         | Khu phức hợp lịch sử              | Yanguas  | 42°06′03″B 2°20′17″T / 42,10079°B 2,33797°T   | RI-53-0000408        | 28-10-1993           | Conjunto Histórico Villa de Yanguas · Upload image |
| Majadal         | Khu khảo cổ                       | Yanguas  |                                               | RI-55-0000789        | 05-05-2005           | Upload image                                       |
| Muga            | Khu khảo cổ                       | Yanguas  |                                               | RI-55-0000790        | 05-05-2005           | Upload image                                       |